# تی‌وی‌آر سربرا ۱۲ دنده
تی‌وی‌آر سربرا ۱۲ دنده (TVR Cerbera Speed ۱۲) خودرویی است که در انگلیس تولید شده‌است. 
این خودرو در کلاس خودرو اسپورت قرار گرفته و طراحی آن خودروهای موتور جلو-محور عقب بوده است. 
موتور آن ۷۷۳۰ سی‌سی سیستم جعبه‌دندهٔ آن ۶ دنده به صورت دستی است.